# Ilyushin Il-18

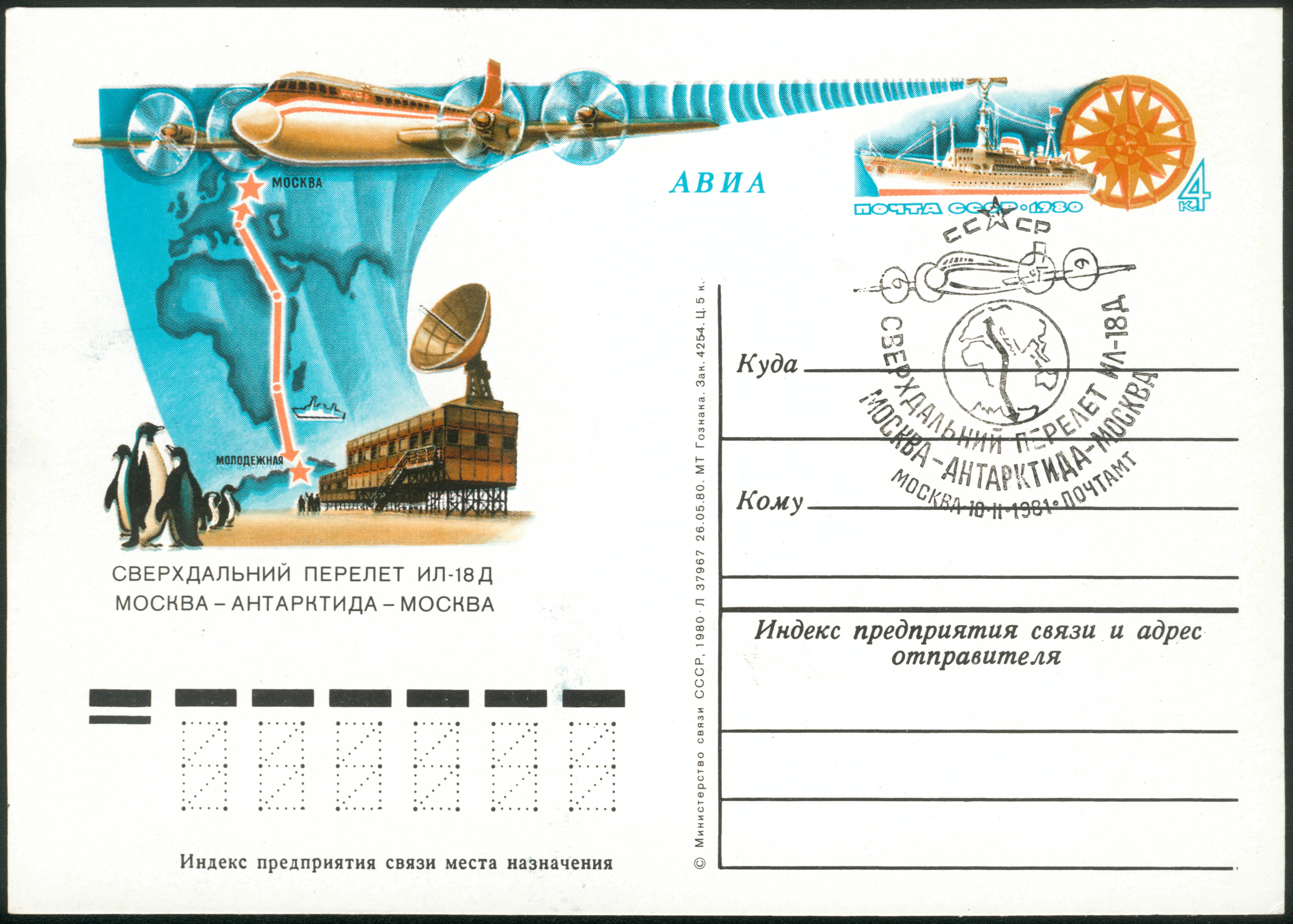
Cartolina postale commemorativa da 4k di un volo Mosca-Antartide-Mosca effettuato da un Il-18D nel 1980. Annullo del 10 febbraio 1981.

L'Ilyushin Il-18 (in cirillico Ильюшин Ил-18, nome in codice NATO Coot (folaga)) è un quadrimotore turboelica di linea a medio raggio ad ala bassa progettato dall'OKB 39 diretto da Sergej Vladimirovič Il'jušin e sviluppato in Unione Sovietica alla fine degli anni cinquanta.
Impiegato dal 1957 dall'Aeroflot, la compagnia aerea di bandiera dell'Unione Sovietica, si è rivelato un velivolo particolarmente longevo rimanendo tuttora operativo in numerose compagnie dell'ex-blocco sovietico.

## Storia
All'inizio degli anni cinquanta, per le mutate esigenze che in Unione Sovietica vedevano crescere la richiesta di trasporto aereo, la compagnia di bandiera Aeroflot decise di emettere specifiche per la fornitura di nuovi velivoli da utilizzare sulle proprie rotte in grado di trasportare un numero maggiore di passeggeri e con migliori prestazioni di quanto non fosse possibile coi modelli del tempo. La tecnologia utilizzata nei velivoli militari e basata sui motori a turbina stava raggiungendo l'efficienza e l'affidabilità necessaria per essere trasferita in campo civile, abbandonando i tradizionali motori alternativi.
Il primo aereo passeggeri progettato su queste specifiche fu il bigetto Tupolev Tu-104, sviluppato dall'OKB 156 diretto da Andrej Nikolaevič Tupolev basandosi sul bombardiere strategico Tu-16 "Badger", tuttavia, benché avesse migliorato la velocità e le capacità di trasporto, l'efficienza del velivolo era bassa e non riusciva a soddisfare l'Aeroflot.
Il problema fu affrontato dal governo sovietico che invitò i progettisti aeronautici più importanti. Inizialmente si era giunti alla convinzione che il migliore approccio sarebbe stato la realizzazione di un modello in grado di essere utilizzato sia come trasporto passeggeri sia come aereo cargo, ma Sergej Il'jušin riuscì a promuovere l'idea, più convenzionale, di un aereo passeggeri specializzato e dall'impostazione classica, una macchina dal rapporto costo-efficacia altamente conveniente, con la velocità e le caratteristiche operative superiori a quelle di un velivolo multiuso. Convinto, il governo sovietico chiese a Il'jušin di sviluppare presso l'OKB 39 da lui diretto un modello che rispondesse a queste caratteristiche.

### Sviluppo
L'Il-18 ricordava il Lockheed L-188 Electra ed il Vickers Viscount, ma il suo successo fu superiore: esportato in tutti i Paesi del Patto di Varsavia, 200 esemplari sono ancora in servizio. Rimase in produzione dal 1959 e il 1968.
Ne fu realizzata anche una versione militare denominata Il-20.

## Versioni

### Civili
Il-18 (Ил-18) (poi Il-18A)
versione di preproduzione, motorizzato da turboelica Kuznetsov NK-4 o Ivchenko AI-20.
Il-18B (Ил-18Б)
prima versione di produzione di serie, dotata di 84 posti a sedere.
Il-18V (Ил-18В)
versione Standard Aeroflot entrata in servizio nel 1961. L'Il-18V venne motorizzato con 4 turboelica Ivchenko AI-20K. capacità 90-100 passeggeri.
Il-18I (Ил-18И)
versione equipaggiata con i più potenti Ivchenko AI-20M da 4 252 CV (3 127 kW). Capacità incrementata a 122 passeggeri.
Il-18D (Ил-18Д)
versione simile all'Il-18I ma equipaggiata con un serbatoio di combustibile supplementare nella sezione centrale per incrementarne l'autonomia. L'Il-18D era propulso da 4 Ivchenko AI-20M.
Il-18DORR (Ил-18ДОРР)
versione dell'Il-18D destinato al controllo delle attività di pesca.
Il-18E (Ил-18E)
versione simile all'Il-18I ma non dotata di serbatoio supplementare.
Il-18T (Ил-18T)
denominazione data ad alcuni velivoli Aeroflot convertiti in versione cargo.

### Militari
Il-20M Coot-A
versione ELINT, identificata anche come Il-18D-36 Bizon.
Il-20RT
versione telemetrica per test di missili balistici, UAV e veicoli spaziali.
Il-22 Coot-B
versione posto di comando aereo basata sull'Il-18.
Il-24
versione ELINT basata sull'Il-18D.
Il-24N
versione civile del Il-20 Coot.
Il-38
versione da ricognizione marittima ed antisommergibile.

## Utilizzatori

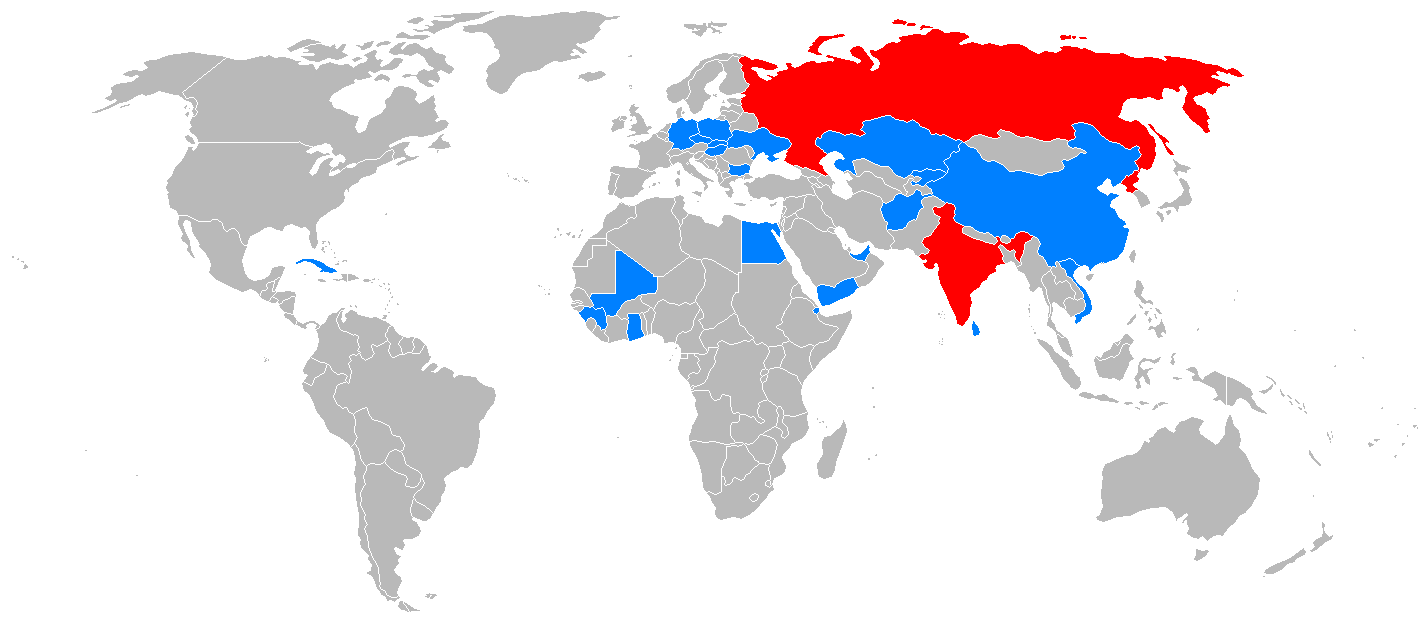
Gli operatori dell'Ilyushin Il-18 (in rosso: gli operatori militari).

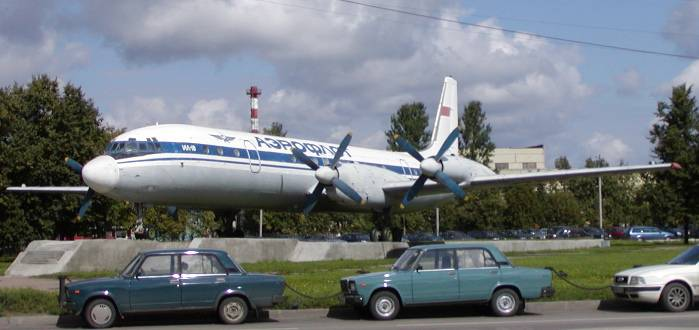
L'Il-18 dell'Aeroflot fuori servizio esposto nei pressi dell'aeroporto Sheremetyevo di Mosca.

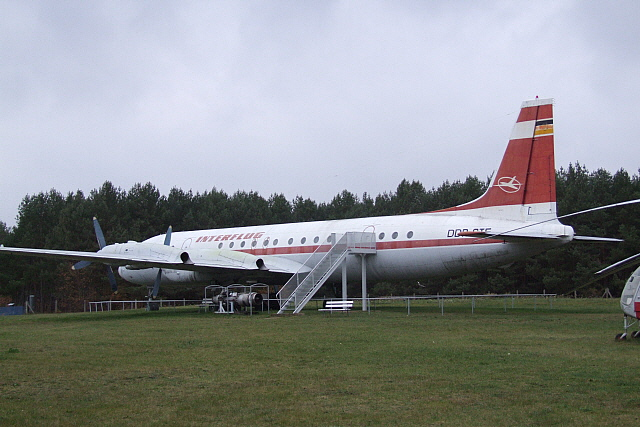
L'Il-18 ex-Interflug esposta al Hans-Grade-Museum di Borkheide, Germania.

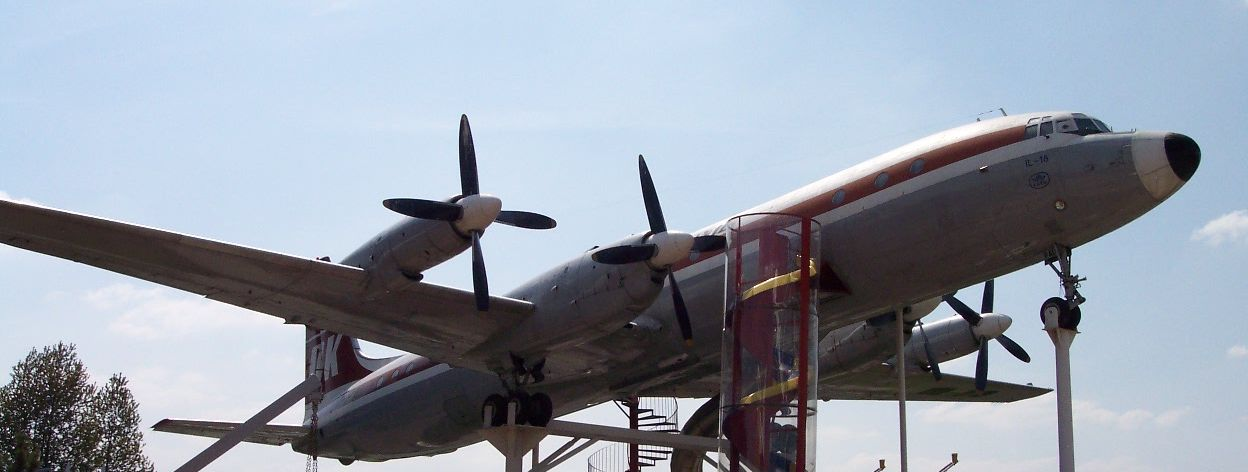
L'Il-18 esposto al Technik Museum di Sinsheim, Germania.

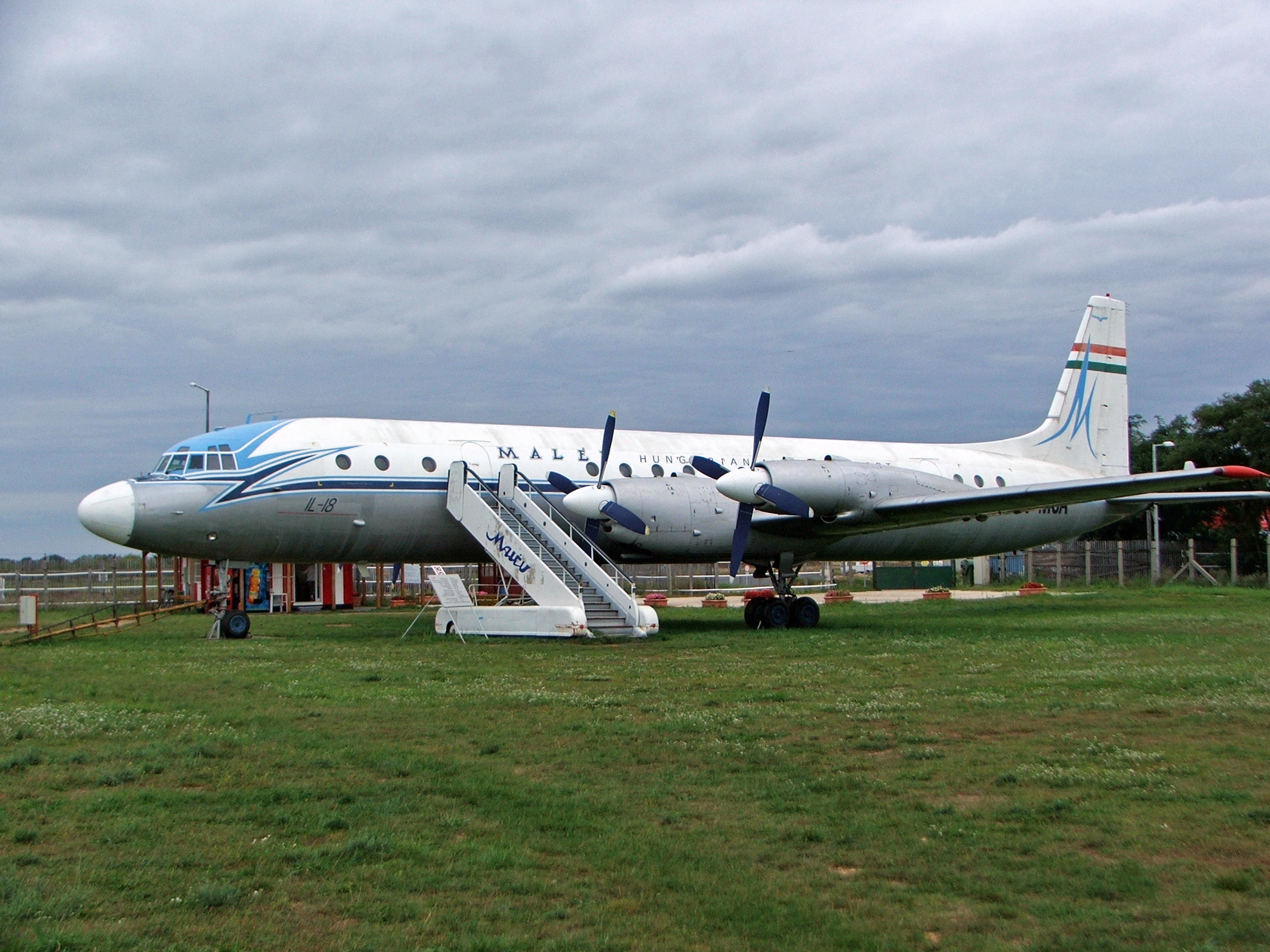
L'Il-18 ex-Malév Hungarian Airlines esposto al museo all'aperto presso l'aeroporto di Budapest-Ferihegy.

### Civili
Afghanistan
- Ariana Afghan Airlines

 Cina
- Civil Aviation Administration of China

 Cuba
- Aerocaribbean
- Cubana

 Cecoslovacchia
- Czech Airlines

 Corea del Nord
- Air Koryo

 Gibuti
- Daallo Airlines

 Germania Est
- Interflug

 Egitto
- Egyptair (ex United Arab Airlines)

 Ghana
- Ghana Airways

 Guinea
- Air Guinée

 Ungheria
- Malév Hungarian Airlines

 Kazakistan
- Irbis Aero

 Kirghizistan
- Anikay Air

 Mali
- Air Mali

 Polonia
- Polskie Linie Lotnicze LOT (9 esemplari dal 1961)

 Romania
- Tarom

 Russia
- 223mo Distaccamento Aereo
- Air Bashkortostan
- ASTAir
- GVG Airline
- Kuban Airlines
- NPP Mir
- Tretyakovo Airlines
- PAL Perm Airlines
- Rossija Airlines

 Somalia
- Daallo Airlines

 Sri Lanka
- Expo Aviation

 Ucraina
- Lviv Airlines
- Sevastopol Avia

 Emirati Arabi Uniti
- Phoenix Aviation

 Unione Sovietica
- Aeroflot

 Vietnam
- Vietnam Airlines

 Yemen
- Yemen Airways

### Militari
Afghanistan
- Royal Afghan Air Force

Operò con cinque esemplari consegnati nel 1968, ora tutti dismessi.
 Corea del Nord
- Chosŏn Inmin Kun Konggun

4 Il-18D consegnati, 2 in servizio al novembre 2018.
 India
- Bhartiya Vāyu Senā

 Polonia
- Siły Powietrzne

 Russia
- Voenno-vozdušnye sily Rossijskoj Federacii (140 in servizio al febbraio 2010)[5]
- Aviacija Voenno-Morskogo Flota

 Unione Sovietica
- Sovetskie Voenno-vozdušnye sily
- Aviacija Voenno-Morskogo Flota

## Velivoli comparabili
Regno Unito
- Bristol Britannia
- Vickers Viscount

 Stati Uniti
- Lockheed L-188 Electra